# 柳裘
柳裘（?—?），表字茂和，河東郡解县人。南梁尚书左仆射柳惔之孙，太子舍人、義興郡太守柳昞之子，南梁、西魏、北周、隋朝官员。
柳裘年轻时就聪明，在南梁历任尚書郎、駙馬都尉。554年，梁元帝被西魏軍逼迫，派遣柳裘到西魏請和。江陵陷落，柳裘随入关中。北周周明帝、周武帝时，柳裘历任麟趾学士、太子侍读、封昌乐县侯。後来担任天官府都上士。578年，周宣帝即位，受位儀同三司，進爵为公，转任御飾大夫。580年五月，宣帝病重，柳裘在禁中随侍，他和劉昉、韋謩、皇甫績一起策划，让楊堅掌控北周国政軍事。楊堅开始不肯接受，柳裘劝他「機不可失，天与不取，必受其咎。拖延下去，一定留下後悔」，楊堅于是接受。柳裘進位上開府，担任内史大夫，委以機密。
六月，尉迟迥之乱爆发，并州总管李穆态度不明，楊堅派遣柳裘前去劝説。柳裘见到李穆，説以利害，李穆于是高兴地归附楊堅。司馬消難在安陸起兵，楊堅又派柳裘劝説，还没有到，司馬消難逃亡到南朝陳。楊堅于是命柳裘安抚淮南。
581年，隋朝建国，柳裘進大将軍，担任許州刺史。转任曹州刺史。文帝楊堅想到柳裘的功績，想要增加他的秩禄，因为知道冬天就来朝见，所以没有马上征召。柳裘去世，文帝伤悼，谥号安。其子柳惠童嗣爵。

## 延伸阅读
[在维基数据编辑]
 《北史·卷074》，出自李延壽《北史》
 《隋書·卷38》，出自魏徵《隋书》